# 25410 Abejar
25410 Abejar (tên chỉ định: 1999 VG36) là một tiểu hành tinh vành đai chính. Nó được phát hiện bởi dự án Nghiên cứu tiểu hành tinh gần Trái Đất Lincoln ở Socorro, New Mexico, ngày 3 tháng 11 năm 1999. Nó được đặt theo tên Patrick Jeffrey Abejar, a finalist in Cuộc thi tìm kiếm Tài năng Khoa học trẻ Intel]] năm 2009.